# Orange Pocket
《Orange Pocket》（日语：オレンジポケット）是於2003年6月13日發售的Windows平台18禁戀愛遊戲，由HOOK製作。隨後由於2004年4月18日發售Dreamcast和PlayStation 2版遊戲。兩個平台均有不同於Windows平台的場景和角色。電腦CLUB於2005年7月14日發售DVD PlayersGame。NTT DoCoMo於2006年8月4日推出可以在FOMA手機上運行遊戲的行動電話版本。輕小說、CD也陸續發布。

## 遊戲
《Orange Pocket》作為一款冒險游戏，在遊玩時會花費時間觀看出現在螢幕上的文字敘述、人物對話以及角色心理等，藉由這樣的方式除了讓故事獲得進展外，也可以與遊戲角色對話進行交流。玩家可以選擇不同選項，並隨著遊戲的進行而與女主角關係漸趨親密，甚至最後還有可能發生更加親密的關係。

## 登場角色
江田秀晃
原本是生活於大都会里的人，後來暂时搬到一座镇里。
（聲：北都南）
男主角江田秀晃的青梅竹馬。懂得社交。
七緒美典（聲：成瀨未亞）
秀晃的學妹、惠留的親友。
小見川圓（聲：萌木唯）
秀晃的同學。
黑崎惠留（聲：青山由香里）
秀晃的學妹。拥有精神感应能力。
藤木咲乃
秀晃的同學。
神沼桐子（聲：一色光）
秀晃的同班同學。
前原羽彌
擁有过于丰富想象力的少女。
綾瀬 ユーキ（あやせ ゆうき）
住在秀晃家隔壁的少女。

## 遊戲發售
《Orange Pocket》在2003年6月13日作為十八禁遊戲發售，並且藉由CD-ROM來存取遊戲的相關檔案。兩款刪除成人內容的Dreamcast版《Orange Pocket -コルネット-》和PlayStation 2版《Orange Pocket　-リュート-》於2004年4月28日由發售，並於初回限定版中附廣播劇CD和原畫集。電腦CLUB於2005年7月14日發售DVD PlayersGame。NTT DoCoMo於2006年8月4日推出可以在FOMA手機上運行遊戲的行動電話版本。

## 跨媒體

《Orange Pocket》輕小說第一本封面

### 輕小說
3冊由神尾丈治撰寫和武田弘光作畫的角色小說於2003年10月15日至2004年4月發售，出版社為Softgarage。各為惠留、及包括以上2名角色。

### 音樂CD
該遊戲片頭曲《Orange Pocket》及片尾曲，均由演唱。2003年10月22日由Lantis發售的原聲帶中，收錄包含《Orange Pocket》和在內共29首曲目。於2004年1月21日發售的專輯《Orange Pocket Arrange & Drama》中有2張CD：1張收錄18首改編曲目，另1張則收錄7首廣播劇曲目。

## 評價
《Orange Pocket》在日本美少女游戏与动画相关商品销售网站Getchu.com的2003年销量榜上排名第19名。